# Südliche Innenstadt
Südliche Innenstadt (letteralmente: "parte meridionale della città interna") è un quartiere della città tedesca di Potsdam.